# Маннелли, Сезар
Сезар (Чезаре) Дж. Маннелли (итал. Caesar (Cesare) J. Mannelli; 7 июля 1897, Форни-ди-Сопра — 3 мая 1936, Антиок, Калифорния) — американский регбист, форвард. Олимпийский чемпион 1924 года.

## Биография
Сезар Маннелли родился 8 июля 1897 года в итальянской коммуне Форни-ди-Сопра.
Когда Сезару был один год, он вместе с семьёй переехал в Нью-Йорк, а в 1906 году — в Сан-Франциско.
Учился в университете Санта-Клары. Играл в регби за его команду «Санта-Клара Бронкос», также успешно занимался баскетболом и бейсболом. Выступал в одной из низших баскетбольных лиг за «Окленд Оукс».
В 1924 году вошёл в состав сборной США по регби на летних Олимпийских играх в Париже и завоевал золотую медаль. Провёл 2 матча, набрал 3 очка в поединке со сборной Франции.
Работал в Сан-Франциско инженером.
Умер 3 мая 1936 года в окрестностях залива Мэйберри Слау в американском городе Антиок.

## Семья
Отец — Сиро Джозеф Маннелли (? — 21 мая 1955, Сан-Франциско) — итальянский и американский скульптор и резчик по дереву из Флоренции, участник международных выставок.
Мать — Луиджи Дориго Маннелли.